# Marvel’s Midnight Suns
Marvel’s Midnight Suns – komputerowa taktyczna gra fabularna wyprodukowana przez Firaxis Games, wydana 2 grudnia 2022 przez 2K Games na PlayStation 5, Windowsa i Xboksa Series X/S. Pozwala na stworzenie i wcielenie się we własnego superbohatera – dysponującego kilkudziesięcioma supermocami Huntera – stającego na czele drużyny złożonej z postaci z różnych serii wydawniczych Marvel Comics, w tym chociażby Midnight Sons, Avengers, X-Men i Runaways.
Rozgrywka podzielona jest na dwa aspekty: turowe walki w rzucie izometrycznym, podczas których zagrywane są karty reprezentujące moce, oraz symulator społecznościowy z elementami gry fabularnej, w ramach którego postać przemieszcza się po bazie drużyny w perspektywie trzeciej osoby, nawiązując relacje z towarzyszami oraz ulepszając swoje i ich zdolności. W grze pojawia się wiele postaci i miejsc znanych z komiksów Marvela, takich jak chociażby Iron Man, Hulk, Scarlet Witch, Deadpool, Wieżowiec Avengerów czy Sanctum Sanctorum. Fabuła nawiązuje do zapoczątkowanej w 1992 roku serii Midnight Sons opowiadającej o apokaliptycznym proroctwie, którego centralną postacią jest matka demonów Lilith, chcąca przejąć władzę nad światem poprzez swoje dzieci – lilin.
Wersja na konsole ósmej generacji ukazała się na rynku 11 maja 2023. W planach znajdowało się także wydanie na Switcha, jednak wersję tę ostatecznie porzucono. Po premierze gra spotkała się z ogólnie pozytywnym przyjęciem ze strony recenzentów, którzy chwalili przede wszystkim rozbudowany system walki i możliwość tworzenia wielu kombinacji umiejętności postaci, część krytykowała jednak powtarzalność wykonywanych czynności oraz niektóre aspekty techniczne. Pomimo pozytywnego przyjęcia ze strony recenzentów i graczy, gra sprzedała się znacząco poniżej oczekiwań wydawcy.

## Opis

### Świat gry i postacie
Akcja Midnight Suns rozgrywa się współcześnie w świecie znanym z publikacji wydawnictwa Marvel Comics, od rzeczywistego różniącego się istnieniem superbohaterów, mutantów, magii i innych elementów fantastycznych oraz fantastycznonaukowych. Zadania główne i poboczne rozgrywane są w Nowym Jorku, południowo-zachodnich Stanach Zjednoczonych oraz w fikcyjnym wschodnioeuropejskim państwie Transia. Bazą wypadową bohaterów jest średniowieczne opactwo magicznie przeniesione z Transii do wymiaru kieszonkowego w Salem w stanie Massachusetts, ukryte i chronione przed postronnymi za pomocą magii.
Głównym bohaterem i postacią grywalną jest Hunter (Matthew Mercer / Elizabeth Grullon), dziecko upadłej wiedźmy i matki demonów Lilith (Jennifer Hale). Przed trzystu laty Lilith, chcąc chronić swoje dziecko, zawarła pakt z dawnym bogiem Chthonem (Darin de Paul), co doprowadziło do jej spaczenia. Dziecko trafiło pod opiekę siostry Lilith – Sary (Vanessa Marshall) – i jej partnerki życiowej Agathy Harkness (Courtenay Taylor), które stworzyły dla niego magiczną obrożę mającą chronić je przed zakusami Chthona i wyszkoliły do walki z matką. Podczas konfrontacji, do jakiej ostatecznie doszło, oboje zginęli.
Huntera w walce wspierają północne słońca – półwampir Eric Brooks / Blade (Michael Jai White), wiedźma Wanda Maximoff / Scarlet Witch (Emily O’Brien), duch zemsty Robbie Reyes / Ghost Rider (Giancarlo Sabogal  / Darin de Paul), magiczki Nico Minoru (Lyrica Okano) i Iljana Rasputina / Magik (Laura Bailey); avengerzy – najwyższy czarnoksiężnik doktor Stephen Strange (Rick Pasqualone), wynalazca Tony Stark / Iron Man (Josh Keaton), naukowiec Bruce Banner / Hulk (William Salyers / Fred Tatasciore), superżołnierz Steve Rogers / Kapitan Ameryka (Brian Bloom), potężna kosmitka Carol Denvers / Kapitan Marvel (Erica Lindbeck); X-man James „Logan” Howlett / Wolverine (Steve Blum) oraz nienależący do żadnej z grup Peter Parker / Spider-Man (Yuri Lowenthal). W dodatkach do drużyny dołączają także najemnik Wade Wilson / Deadpool (Nolan North), wampir-naukowiec Michael Morbius (Jake Green), X-manka Ororo Munroe / Storm (Mara Junot) oraz nosiciel symbionta z kosmosu Eddie Brock / Venom (Jake Green / Darin de Paul). Sojusznikami bohaterów są wiedźmie opiekunki opactwa – Sara, znana obecnie jako Dozorczyni, i duch Agathy – oraz poprzedni Ghost Rider, Johnny Blaze (Graham McTavish).

### Fabuła
Naukowiec Hydry, doktor Faustus (Time Winters), przy użyciu czarnej magii i nauki wskrzesza Lilith, mając nadzieję, że pomoże organizacji przejąć władzę nad światem. Pół roku później zbliżająca się do Ziemi gwiazda nazywana Północnym Słońcem zaczyna zakłócać i wypaczać magię, zwiastując nadejście Chthona. Strange i Stark próbują przekonać Blaze’a, żeby przekazał im stronicę z Mroczni nazywaną Zwojem Mocy, jednak ten odmawia. Po powrocie do Sanctum Sanctorum okazuje się, że zostało ono zaatakowane przez Hydrę i Lilith; Strange i Stark wspomagani przez Kapitan Marvel próbują powstrzymać atak, kiedy Maximoff tworzy mistyczne symbole mające ochronić budynek. Zdając sobie sprawę, że avengerzy nie mają szans, Strange pozostawia Maximoff żeby dokończyła zaklęcia ochronne, a sam wraz z resztą przenosi się do Opactwa, żeby prosić o pomoc północne słońca – Nico Minoru, Magik, Blade’a i Ghost Ridera. Dozorczyni przeprowadza rytuał wskrzeszenia Huntera, jednak nie przebiega on zgodnie z planem, przez co Hunter budzi się bez kluczowych wspomnień. Strange próbuje skontaktować się z Maximoff, żeby odzyskać wspomnienia Huntera, dowiadując się, że wiedźma nie może się wyswobodzić z sanktuarium. Wraz z północnymi słońcami wraca do Sanctum Sanctorum, odkrywając, że Lilith spaczyła Venoma, który pomógł jej zniszczyć zabezpieczenia budynku i porwać Wandę. Ucieczkę bohaterom umożliwia nagłe pojawienie się Spider-Mana, odciągającego od nich uwagę symbionta.
Bohaterowie odkrywają, że promieniowanie gamma Północnego Słońca uniemożliwia Bruce’owi Bannerowi przemianę w Hulka, werbują też do pomocy Spider-Mana. Udaje im się ustalić miejsce pobytu Faustusa, od którego chcą wydobyć informacje o planach Lilith, zostaje on jednak zabity przez najemnika Hydry Crossbonesa (Rick Wasserman). Z dziennika doktora dowiadują się, że Hydra kradnie mityczne artefakty z Sanctum. Do zabicia Huntera wynajęty zostaje Sabretooth (Peter Lurie); śmiertelnie ranionego w walce przez Wolverine’a mutanta ratuje Lilith, która niedługo później niszczy Wieżowiec Avengerów, kradnąc akcelerator gamma i zniewalając Bannera. Hunter, Minoru i Magik wykorzystując magię teleportują się do bazy Hydry, odkrywając, że Wanda także znalazła się pod wpływem Lilith. Nie mogąc jej pomóc, wycofują się.
Bohaterowie werbują Wolverine’a i tworzą specjalny kostium dla Huntera, w którym przedostaje się on z powrotem do bazy Hydry, uwalnia Maximoff i zdobywa akcelerator gamma. Blaze przekazuje Zwój Reyesowi, zdradzając jednocześnie Huntera, chcąc oddać go Mephistowi (Jason Isaacs) i uwięzić w Limbo, co ma zapobiec dopadnięcia bohatera przez Lilith, Hunter zostaje jednak oswobodzony przez Magik. Stark za pomocą akceleratora gamma opracowuje laser mający zniszczyć Zwój. Próbujący nie dopuścić do tego Sabretooth zostaje wygnany do Limbo przez Magik, a Blaze poświęca się i ginie, próbując zniszczyć Zwój w akceleratorze. Plan udaremnia Banner, który zdobywa zwój, a za sprawą eksplozji gamma zamienia się w jeszcze potężniejszego spaczonego Hulka.
Słońca przypuszczają atak na grobowiec Lilith, próbując uwięzić w nim ją i Hulka oraz odzyskać Mrocznię, jednak wiedźmie udaje się wypuścić na świat hordy demonów. Z dysku otrzymanego od Crossbonesa tuż przed jego śmiercią dowiadują się o potężnym artefakcie – sztylecie Gottmorder – odnalezionym przed laty przez Red Skulla i odzyskują go. Korzystając z mocy Scarlet Witch oswobadzają Hulka spod wpływów Lilith. Bohaterowie przystępują do ostatecznej konfrontacji z matką demonów, która wyjawia, że jej planem było wyeliminowanie Chthona, ponieważ odkryła, jakie ma on zamiary wobec Huntera. Niszczy jego obrożę, uważając, że dzięki temu uwolni pełnię jego mocy; okazuje się, że obroża była jedynym ogniwem powstrzymującym mrocznego boga przed powrotem i przejęciem ciała Huntera. Hunterowi udaje się go wygnać, a Lilith używa Gottmordera do zniszczenia Mroczni. Odsyła pozostałych bohaterów z powrotem do opactwa, podczas gdy ona i Hunter – skażeni przez Mrocznię – zostają strawieni wraz z domeną Chthona. W opactwie Dozorczyni stwierdza, że w jakiś sposób prawdopodobnie udało im się ponownie oszukać śmierć. W innym miejscu wszechświata Doktor Doom (Graham McTavish) przygląda się wydarzeniom i znajduje Mrocznię.
W zawartości do pobrania po tym, jak każdy z bohaterów ma styczność z nowym rodzajem wampirów, do drużyny dołączają Deadpool, Venom, Morbius i Storm. Północne słońca ustalają, że za ich pojawieniem stoi Drakula (Stephen Stanton) wspierany przez Sin, wnuczkę Red Skulla, którzy wspólnie chcą doprowadzić do powstania wampirów odpornych na promienie słoneczne. Bohaterom udaje się udaremnić ich plany i pokonać ich.

## Rozgrywka
Gracz wciela się w Huntera, superbohatera stworzonego przez Firaxis Games we współpracy z Marvel Comics specjalnie na potrzeby Marvel’s Midnight Suns. Na początku gry możliwe jest spersonalizowanie postaci poprzez określenie jej wyglądu oraz wyboru sylwetki i głosu (męski lub żeński). Początkowo postać dysponuje odgórnie narzuconym zestawem kart reprezentujących jej supermoce, a wraz z rozwojem fabuły zdobywa nowe oraz ulepsza i modyfikuje już zdobyte. Wybierając spośród trzydziestu kart zdolności gracz może układać z nich talie odpowiadające preferowanemu przez siebie stylowi rozgrywki, tworząc np. postać specjalizującą się w zadawaniu dużych obrażeń, wspieraniu sojuszników poprzez nakładanie na nich pozytywnych efektów albo skupiającą na sobie ataki przeciwników. Zdobyte karty można ulepszać i modyfikować, dzięki czemu zapewniają dodatkowe efekty i premie. Rozgrywka podzielona jest na dwa aspekty – walkę w rzucie izometrycznym i eksplorowanie opactwa z perspektywy trzeciej osoby.

### Walka
Walka rozgrywa się w turach, łącząc ze sobą strategiczną rozgrywkę z budowaniem talii. Potyczki rozgrywane są w maksymalnie trzyosobowych drużynach, w których co najmniej jeden bohater jest narzucony odgórnie, podczas gdy pozostałych można dobrać wedle uznania. W określonych misjach fabularnych możliwe jest wcielenie się wyłącznie w postacie przewidziane przez scenariusz. Talia każdego bohatera składa się z maksymalnie ośmiu kart dobieranych przez gracza spośród wszystkich dla niego dostępnych. W skład talii wchodzą cztery karty ataku zadające bezpośrednie obrażenia przeciwnikom, karty umiejętności zapewniające premie i modyfikatory rozgrywki, np. leczenie albo wzmacnianie siebie bądź sojuszników, oraz zadające potężne obrażenia karty bohaterskie. Zagrywając karty ataków i umiejętności, bohaterowie generują wspólną dla całej drużyny pulę punktów heroizmu niezbędnych do użycia kart bohaterskich. W momencie rozpoczęcia walki losowanych jest sześć kart składających się na talie bohaterów.
Domyślnie w turze można zagrać maksymalnie trzy karty, ale za sprawą pewnych umiejętności karta może zostać użyta za darmo bądź po jej użyciu zwracany jest punkt zagrania. Po wykorzystaniu karty do aktywnej talii losowana jest nowa; za sprawą umiejętności bądź przedmiotów bojowych możliwe jest dobranie większej liczby kart. Większość kart zadaje obrażenia pojedynczym przeciwnikom, niektóre umożliwiają wykonanie ataku obszarowego bądź zaatakowanie ciągiem kilku wrogów. Podczas swojej tury gracz może domyślnie wymienić maksymalnie dwie karty w ręce na inne, także wylosowane. Raz na turę możliwe jest przemieszczenie dowolnego superbohatera w inne miejsce na planszy. Bohaterowie mogą zadawać obrażenia przeciwnikom także przy wykorzystaniu elementów środowiska, np. skrzyń czy wybuchających pojemników zadających obrażenia obszarowe – akcje takie nie są liczone jako zagranie karty, jednak zużywają punkty heroizmu. Możliwe jest także zagranie darmowej karty specjalnej, np. leczącej postać, pozwalającej dobrać dodatkowe karty czy zyskać dodatkowe punkty ruchu albo heroizmu, jednak ich liczba jest ograniczona. Wśród losowanych kart, trafiających do ręki gracza, pojawiają się także karty kombinacji, wymagające znacznej liczby punktów heroizmu; po ich zagraniu dwójka bohaterów wykonuje wspólny atak zadający duże obrażenia. Po zakończeniu tury gracza do ataku przystępują przeciwnicy. Tura przeciwnika w większości przypadków kończy się wezwaniem posiłków – albo standardowych przeciwników, albo potężniejszych od nich superzłoczyńców. Złoczyńcy i bossowie dysponują umiejętnościami niedostępnymi dla zwykłych przeciwników i bohaterów, mogąc np. atakować bohaterów poza kolejnością. Wraz z nową turą uzupełnione zostają karty na ręce gracza oraz punkty zagrań, wymian i ruchu. Przeciwnicy z reguły dysponują znaczącą przewagą liczebną, a budowanie talii i walka koncentrują się w dużej mierze na eliminowaniu jak największej liczby przeciwników jednocześnie, żeby bohaterowie nie zostali przytłoczeni.
Za ukończenie misji postać każdorazowo nagradzana jest punktami doświadczenia zwiększającymi jej poziom i statystyki, „połyskiem” wykorzystywanym do odblokowywania elementów kosmetycznych, cewką gamma pozwalającą odblokować nowe karty oraz punktami przyjaźni z postaciami, które brały w niej udział. Poza wyżej wspomnianymi gracz zdobywa dodatkowe nagrody podane przy opisie misji, np. zasoby, schematy, dane wywiadowcze czy artefakty. Misje dzielą sią na fabularne, posuwające fabułę do przodu i pozwalające odblokować nowych bohaterów, rodzaje przeciwników, zdolności czy mechaniki rozgrywki, oraz ogólne, pozwalające zdobywać dodatkowe zasoby i punkty doświadczenia. Podczas gdy misje ogólne polegają w większości na wyeliminowaniu wszystkich przeciwników na planszy, z ewentualnym celem dodatkowym, to misje główne najczęściej zakładają spełnienie określonego celu, np. wyeliminowanie bossa, bez konieczności pokonywania pozostałych wrogów. Misje ogólne opisane są trzema poziomami trudności, zaś poziom trudności misji fabularnych skaluje się do poziomu postaci biorących w nich udział. Po ukończeniu wątku fabularnego odblokowywane są misje o poziomie trudności wyższym niż maksymalny poziom gracza, pozwalające zdobyć niedostępne inaczej nagrody. Po osiągnięciu maksymalnego poziomu postaci zdobywa ona poziomy mistrzowskie, zapewniające pomniejsze premie do statystyk.

### Opactwo
Postacie wybierają się na misje popołudniu, poranki i wieczory spędzając w opactwie. W odróżnieniu od zamkniętych plansz, na których toczone są pojedynki, opactwo jest półotwartym światem, który gracz może swobodnie eksplorować. W opactwie Hunter przygotowuje się do zadań poprzez uczestnictwie szeregu czynności, wzorem gier fabularnych rozwijając umiejętności swoje i innych bohaterów oraz wchodząc z nimi w interakcje. W kuźni może zlecić Tony’emu Starkowi analizę zdobytych cewek gamma, które odblokowują nowe karty dla postaci uczestniczących w danej misji – początkowo możliwe jest wybranie jednej spośród trzech kart, po zdobyciu odpowiednich ulepszeń dwóch z czterech lub pięciu. Doktor Strange może analizować znalezione artefakty, co zapewnia dodatkowe zasoby. Starkowi i Strange’owi zlecić można także przeprowadzenie badań odblokowywanych po spełnieniu określonych warunków, co daje dostęp do nowych ulepszeń opactwa i wytwarzania przedmiotów, które można zagrać w walce za darmo. Pod okiem Blade’a można wziąć udział w sparingu z wybranym towarzyszem, co zapewnia dodatkowe premie w walce i zwiększa przyjaźń, jak również ulepszyć dostępne karty – dwa takie same egzemplarze można zamienić w jeden o lepszych statystykach. Możliwe jest także nakładanie na nie modyfikatorów zapewniających dalsze premie. Ulepszenia i modyfikacje wymagają wydania surowców zdobywanych podczas misji. Carol Denvers oferuje dostęp do terminalu agencji SHIELD, z poziomu którego można wysyłać towarzyszy na operacje po zdobyciu danych wywiadowczych podczas misji. Towarzysz otrzymuje za to nagrody i zwiększa swój poziom doświadczenia, jednak w dniu, kiedy przypisany jest do operacji, nie może brać udziału w misjach.
W opactwie Hunter może nawiązywać przyjazne relacje z pozostałymi członkami zespołu, rozmawiając z nimi, spędzając z nimi czas, dając im prezenty czy biorąc udział w spotkaniach klubów. Poszczególne postacie lubią inne rodzaje aktywności, np. granie w gry komputerowe, medytacja, ćwiczenia czy łowienie ryb, a wybranie odpowiedniej aktywności na spędzenie czasu i prezentu zapewnia większą liczbę punktów przyjaźni. Wybierając opcje dialogowe, które nie podobają się rozmówcom bądź obrażając ich, Hunter może stracić u nich punkty przyjaźni. Zwiększając poziom przyjaźni z poszczególnymi bohaterami odblokowywane są dodatkowe premie z nimi związane. Z im większą liczbą osób zaprzyjaźni się Hunter, tym większy staje się ogólny poziom przyjaźni pomiędzy wszystkimi postaciami w opactwie, co m.in. pozwala na odblokowanie w walce karty kombinacji drużynowej.
Poza budynkiem zamieszkiwanym przez bohaterów na opactwo składają się także przyległe do niego tereny, które Hunter może swobodnie eksplorować. Kończąc z powodzeniem próby czterech dawnych bogów poznaje kolejne słowa mocy pozwalające dostać się na zablokowane wcześniej obszary. Na terenie opactwa postać może zbierać odczynniki, z których w kotle Agathy przygotowuje przedmioty bojowe czy prezenty, jak również znajdźki, w większości powiązane z dawną historią opactwa i Salem. Używając słów mocy, Hunter może odkrywać także tajemnice opactwa, co najczęściej nagradzane jest tajemnymi kluczami pozwalającymi otwierać skrzynie z nagrodami – elementami kosmetycznymi, zasobami czy pasywnymi premiami dla postaci. Po znalezieniu elementu kosmetycznego – stroju albo palety kolorów – możliwe jest kupienie i użycie go za gromadzony podczas misji połysk. Dla każdego bohatera odblokować można co najmniej kilka wariantów strojów bojowych i palet kolorów do nich oraz ciuchów noszonych w opactwie. Połysk można wydać także na zakup i modyfikację mebli pokoju Huntera.

## Proces produkcji
Gra czerpie inspiracje z komiksu o drużynie Midnight Sons zebranej przez Johnny’ego Blaze’a po tym, jak doświadcza on wizji zniszczenia świata przez Lilith. W Midnight Suns zachowano ogólny punkt wyjściowy fabuły, jednak Firaxis Games rozwinęło w inny sposób i ze zmienionym składem grupy. Twórcy przyznali, że są fanami komiksów Rise of the Midnight Sons, jednak chcąc podkreślić, że ich gra jest reinterpretacją wątków z niej i nową, niezależną od komiksu przygodą, zdecydowali się na zmianę tytułu. Projektując postacie producenci odnosili się głównie do ich iteracji z lat 90., o ile już wtedy ukazywały się komiksy z nimi. Pierwszą postacią napisaną na potrzeby gry był Blade, który miał nadawać całości odpowiedniego tonu. Zamiarem producentów było położenie większego nacisku na nadprzyrodzone aspekty uniwersum Marvela, które zdaniem reżysera Jake’a Solomona w ostatnich latach pozostawały w dużej mierze zaniedbane. Chociaż ważnym elementem gry jest nawiązywanie relacji z towarzyszami, nie zdecydowano się na możliwość romansowania z nimi, ponieważ postacie te od dawna są obecne w komiksach, mają ugruntowane osobowości, a część z nich – jak Iron Man czy Spider-Man – znajduje się już w związkach. Jednym ze znaczących wyzwań dla autorów było stworzenie postaci Huntera. Twórcy zauważyli że łatwo jest opisać ją jako „legendarnego wojownika” czy „dziecko matki wszystkich demonów”, trudniej jednak jest napisać scenariusz w taki sposób, żeby uwydatnić te cechy, a dodatkową trudnością był fakt, że wchodziła ona w interakcje z bohaterami znanymi w popkulturze od dziesięcioleci. Projektując stroje dla Huntera artyści starali się „ucieleśnić w nich wartości projektanckie Marvela we wszystkich ich aspektach”, żeby dobrze wpasowywał się on do pozostałych postaci. Bohaterowie, którzy pojawiają się w grze, stanowią połączenie postaci dobrze znanych, chociażby za sprawą Filmowego Uniwersum Marvela, mniej kojarzonych przez ogół oraz oryginalnych członków Midnight Sons.
Projektując rozgrywkę, twórcy inspirowali się innymi grami komputerowymi, takimi jak Hearthstone, Fire Emblem czy Slay the Spire. Główny projektant Joe Weinhoffer stwierdził, że w Midnight Suns „połączono wiele różnych gatunków i elementów”, co zaowocowało „czymś wyjątkowym, co niełatwo jest od razu porównać do czegokolwiek innego”. Pierwotnie zakładano, że rozgrywka będzie bazowała na pochodzącej z serii XCOM, ostatecznie jednak wymagała ona zmiany. Jak przyznali twórcy, rozgrywka z istniejącej już marki, w której prości ludzcy żołnierze muszą korzystać ze sprytu, żeby pokonać potężniejszą od nich rasę obcych, nie sprawdzała się w grze, w której to przeciwnicy boją się dysponujących supermocami bohaterów. Z tego powodu zrezygnowano chociażby ze wskazywania procentowych szans na skuteczne wykonanie ataku i możliwości chybienia czy krycia się za osłonami, zamiast tego umożliwiając zadawanie obrażeń przy użyciu elementów otoczenia. Grę zaprojektowano także jako bardziej wybaczającą niż XCOM, chociażby poprzez usunięcie mechaniki nieodwracalnej śmierci postaci – z jednej strony, żeby była bardziej przystępna także dla młodszych i mniej doświadczonych w strategiach graczy, z drugiej zaś, ponieważ ponownie nie licowało to z fikcją o wcielaniu się w superbohatera. Projektując umiejętności postaci, starano się sprawić, żeby każda z nich była równie potężna w walce, pomimo że każda opisana została jakąś unikalną dla niej mechaniką.
W styczniu 2022 poinformowano, że Michael Jai White użyczy głosu Blade’owi. W czerwcu wraz z informacją, że jedną z dostępnych postaci będzie Spider-Man, ujawniono także, że dubbingował będzie go Yuri Lowenthal powtarzający rolę, którą zagrał wcześniej w Spider-Manie studia Insomniac Games (2018) i Marvel Ultimate Alliance 3: The Black Order (2019). Głosu Nico Minoru użyczyła Lyrica Okano, która wcześniej zagrała tę postać w należącym do Filmowego Uniwersum Marvela serialu telewizyjnym Runaways. Według głównego inżyniera Willa Millera, na potrzeby Midnight Suns nagrano około sześćdziesięciu pięciu tysięcy linii dialogowych i dwóch godzin przerywników filmowych.
W 2021 roku twórcy zaprezentowali wczesną wersję gry umierającemu na nerwiaka zarodkowego dwudziestotrzyletniemu Luke’owi Wiltshire’owi. Niemający szans na wyleczenie mężczyzna zwrócił się do fundacji spełniającej życzenia śmiertelnie chorych, wyrażając chęć zagrania w Midnight Suns. Została ona zauważona przez jedną z osób decyzyjnych w 2K, która przekazała ją do twórców. Firaxis Games, 2K i Marvel w ciągu doby stworzyli grywalny prototyp pierwszego aktu, który Wiltshire ukończył przed śmiercią.

## Marketing i dystrybucja
Pogłoski o tym, jakoby studio Firaxis Games pracowało nad strategiczną grą osadzoną w uniwersum komiksów Marvela, pojawiły się na początku czerwca 2021, niedługo przed targami Electronic Entertainment Expo. Doniesienia potwierdził dziennikarz Bloomberga Jason Schreier, stwierdzając jednak, że nie wie, kiedy wydawca ogłosi jej premierę. Grę zapowiedziano oficjalnie 25 sierpnia podczas targów Gamescom, jako datę premiery podając marzec 2022. 1 września opublikowano pierwszy zwiastun prezentujący system walki przy użyciu kart. W listopadzie poinformowano, że premiera została przesunięta na drugą połowę 2022. W czerwcu 2022 podczas Summer Game Fest zaprezentowano nowe materiały oraz poinformowano, że gra trafi do sprzedaży 7 października na wszystkich docelowych platformach z wyjątkiem Switcha. Zaprezentowano także nowych bohaterów – Venoma, Hulka, Scarlet Witch, Spider-Mana i Doktora Strange’a.
8 sierpnia ponownie przesunięto datę premiery, informując, że na komputerach osobistych i konsolach dziewiątej generacji (PlayStation 5, Xbox Series X/S) gra pojawi się do końca roku fiskalnego Take-Two Interactive, kończącego się 31 marca 2023, zaś wersje na konsole ósmej generacji (PlayStation 4, Xbox One) zostaną wydane w późniejszym terminie. 10 września poinformowano, że gra trafi do sprzedaży 2 grudnia. Na konsolach dziewiątej generacji grę wydano oficjalnie jako Marvel’s Midnight Suns: Enhanced Edition, a od wydania na komputery różniła się ona dodaniem pięciu dodatkowych skórek dla postaci. 2 maja 2023 poinformowano, że wersja na PlayStation 4 i Xboksa One zadebiutuje 11 maja wraz z dodatkiem Burza krwi, a wydanie na Switcha zostało skasowane.
Po premierze gra rozwijana była poprzez cztery dodatki wprowadzające nowych bohaterów, charakteryzujących się unikalnymi umiejętnościami. Pierwszy z nich – Dobrzy, źli i nieumarli – wprowadzający do gry Deadpoola wydano 26 stycznia 2023. Odkupienie (23 lutego) pozwalało na przyłączenie do drużyny Venoma, wcześniej będącego antagonistą; Głód (21 marca) Morbiusa, zaś Burza krwi (11 maja) Storm. Dodatki można było nabyć zarówno osobno, jak i w ramach przepustki sezonowej, a łącznie składały się na dodatkową minikampanię fabularną.
W ramach promocji gry Marvel wydał pięcioczęściową miniserię Midnight Suns, której kolejne zeszyty ukazywały się od 14 września 2022 do 25 stycznia 2023. Jej scenarzystą był Ethan Sacks, a rysownikiem Luigi Zagaria. 18 kwietnia 2023 do sprzedaży trafiła książka Marvel’s Midnight Suns: The Art of the Game pod redakcją Paula Daviesa, dokumentująca proces produkcji gry, zawierająca m.in. grafiki koncepcyjne i wywiady z autorami.

## Odbiór
Marvel’s Midnight Suns spotkało się z ogólnie pozytywnym przyjęciem ze strony krytyków. W agregatorze recenzji Metacritic średnia ocen gry wynosi od 81 do 83/100 w zależności od platformy, a według OpenCritic poleca ją 90% recenzentów. Recenzenci chwalili przede wszystkim rozbudowaną warstwę strategiczną, z kolei elementy fabularno-społecznościowe spotkały się z różnym odbiorem.
Michał Perzanowski z „CD-Action” uznał, że chociaż fabuła jest rozbudowana, na co wpływ mają elementy społecznościowe, to na dłuższą metę są one męczące i przedłużają czas pomiędzy kolejnymi walkami, mającymi być w Midnight Suns tym, co „tygryski lubią najbardziej”. Dodał także, że całokształt rozmywany jest przez wymuszony i nienaturalny humor. Zdaniem Chrisa Cartera z Destructoidu wcielanie się w postać „wybrańca” skutkuje przewidywalnością, gra zyskuje jednak za sprawą „spokojniejszych momentów”. Dodał również, że rozmowy i przekomarzania się bohaterów podczas walk „są równie dobre, co we współczesnych grach fabularnych, jak chociażby większość odsłon Dragon Age”. Zdaniem Zbigniewa Woźnickiego z Gier-Online fabuła była „w większości oklepana lub nieciekawa”, całość zaś przesadnie przegadana, a aspekt społecznościowy uznał on za „nudny”. Jordan Ramée z GameSpotu stwierdził, że chociaż fabuła opierająca się na konflikcie pomiędzy doświadczonymi bohaterami a chcącymi się wykazać nowicjuszami nie jest przesadnie odkrywcza, to twórcom udało się zawrzeć w niej wiele interesujących momentów. Stacey Henley z serwisu TheGamer stwierdziła, że Hunter jest „antidotum” na Filmowe Uniwersum Marvela, pozwalając stworzyć interesującą postać, która nie jest „fotokopią” istniejących już bohaterów.
Perzanowskiemu spodobała się złożoność systemu walki i różnorodność sposobów, na jakie można rozwinąć postać na dalszych etapach gry. Wskazał jednak, że przez bardzo długi czas nabiera ona tempa, pierwsze jej godziny uznał za nudne i niepotrzebnie przeciągnięte. W podobnym tonie wypowiedział się Woźnicki, stwierdzając dodatkowo, że walka jest najmocniejszym aspektem gry, jednak pętla rozgrywki jest wyjątkowo frustrująca. Zarówno Perzanowski, jak i Carter zwrócili uwagę na małe zróżnicowanie przeciwników. Christian Donlan z Eurogamera stwierdził, że w Midnight Suns „żywe jest specyficzne staccato turowych walk Firaxis”. Ramée zauważył, że chociaż w grze zrezygnowano ze znanej z XCOM-ów możliwości chybienia celu, co mogło burzyć misternie planowaną strategię i wymuszać jej zmianę w locie, to dzięki dobieranym przez losowanie kartom udało się zachować element strategiczny i konieczność planowania z wyprzedzeniem kilku scenariuszy.
Według Perzanowskiego postacie i otoczenie w trybie trzecioosobowym prezentują się „solidnie”, jednak kuleją w nim animacje. Carter docenił imponujące animacje postaci w walce. Woźnicki stwierdził, że o ile otoczenie opactwa wygląda znośnie, o tyle kuleją modele postaci, z kolei animacje „wyglądają ładnie”, jednak szybko stają się wtórne. Ogólną oprawę wizualną podsumował stwierdzeniem, że „Marvel’s Midnight Suns wygląda świetnie, jeśli żyjemy w 2012 roku” i przyrównał ją do oprawy gier mobilnych. Z krytyką spotkała się wersja na komputery osobiste, uruchamiana przez aplikację startową 2K, powodującą znaczne spadki płynności i inne problemy z wydajnością.
Zawartość dodatkowa spotkała się z mieszanym przyjęciem. Dobrzy, źli i nieumarli w wersji na komputery osobiste uzyskali średnią ocen 75/100 według Metacritic, zaś według OpenCritic przy takiej samej średniej dodatek poleca tylko 40% recenzentów. Pozostałe dodatki nie zostały ocenione przez większą liczbę recenzentów.

### Sprzedaż
Strauss Zelnick, prezes Take-Two Interactive, przyznał, że pomimo sukcesu krytycznego gra okazała się porażką pod względem liczby sprzedanych egzemplarzy. Wskazał, że powodem takiego stanu rzeczy mogła być „nieidealna” data premiery, zaznaczył też, że – podobnie jak inne gry Firaxis – może mieć ona „długie nogi”, angażując graczy przez dłuższy czas.

### Nagrody i wyróżnienia
„PC Gamer” uznał Marvel’s Midnight Suns za drugą najlepszą grę 2022 roku, z kolei Polygon sklasyfikował ją na dwudziestym drugim miejscu rankingu pięćdziesięciu najlepszych gier 2022. Redakcja TheGamer w plebiscycie na najlepsze gry 2023 przyznała Marvel’s Midnight Suns wyróżnienie dla „najlepszej gry, której nie nominowano w żadnej innej kategorii”, wskazując, że ze względu na premierę pod koniec grudnia 2022 nie zakwalifikowała się do plebiscytu za tamten rok i powinna zostać przeniesiona na 2023, nie zdobyła jednak żadnej nominacji.
| Nagroda / organizacja | Rok  | Kategoria                                          | Nominowany             | Wynik     |
| --------------------- | ---- | -------------------------------------------------- | ---------------------- | --------- |
| NAVGTR Awards         | 2022 | Najlepszy projekt kostiumów                        | Marvel’s Midnight Suns | nominacja |
| NAVGTR Awards         | 2022 | Najlepsza gra fabularna                            | Marvel’s Midnight Suns | wygrana   |
| NAVGTR Awards         | 2022 | Najlepszy montaż dźwięku w przerywnikach filmowych | Marvel’s Midnight Suns | nominacja |
| DICE Awards           | 2022 | Najlepsza gra symulacyjna / strategiczna           | Marvel’s Midnight Suns | nominacja |